# Leuconephra invenusta
Leuconephra invenusta là một loài bướm đêm trong họ Noctuidae.